# San Francisco Giants
I San Francisco Giants sono una franchigia di baseball professionistica con sede a San Francisco, California. Nati come New York Gothams, si trasferirono a San Francisco nel 1958. I Giants sono membri della West Division della National League nella Major League Baseball (MLB).
Una delle più antiche squadre di baseball professionistico, i Giants hanno vinto più partite di qualsiasi altra squadra nella storia del baseball americano, e di qualsiasi altra squadra professionistica del Nord America. Furono la prima squadra della Major League con sede a New York, dove disputavano le proprie gare interne al Polo Grounds. Hanno vinto per 23 volte la National League e si sono qualificati venti volte per le World Series (14 volte a New York e 6 a San Francisco), entrambi primati della National League. I loro otto titoli li pongono al secondo posto nella National League e al quinto complessivo (i New York Yankees sono primi con 27, seguono i St. Louis Cardinals con 11, gli Oakland Athletics e i Boston Red Sox con 9).
Come New York Giants, la squadra ha vinto 14 NL e cinque World Series, guidata da manager come John McGraw e Bill Terry e giocatori come Christy Mathewson, Carl Hubbell, Mel Ott, Bobby Thomson, e Willie Mays. La franchigia dei Giants conta il maggior numero di membri nella Hall of Fame di qualsiasi altra. La sua rivalità coi Dodgers è una delle maggiori e più sentite di questo sport. Le squadre iniziarono questa rivalità quando si chiamavano rispettivamente New York Giants e Brooklyn Dodgers, prima che entrambe si trasferissero sulla costa ovest nel 1958.
I Giants hanno vinto 6 NL e 3 World Series dal loro arrivo a San Francisco. Questi titoli sono giunti nel 2010, 2012 e il più recente nel 2014, battendo i Kansas City Royals per quattro gare a tre nelle World Series 2014.

## Membri della Baseball Hall of Fame
| Come New York Gothams/Giants |      |                      |      |
| Giocatore                    | Anno | Giocatore            | Anno |
| Dave Bancroft                | 1971 | Freddie Lindstrom    | 1976 |
| Jake Beckley                 | 1971 | Ernie Lombardi       | 1986 |
| Roger Bresnahan              | 1945 | Rube Marquard        | 1971 |
| Dan Brouthers                | 1945 | Christy Mathewson    | 1936 |
| Jesse Burkett                | 1946 | Joe McGinnity        | 1937 |
| Roger Connor                 | 1976 | John McGraw          | 1968 |
| George Davis                 | 1998 | Joe Medwick          | 1981 |
| Leo Durocher                 | 1976 | Johnny Mize          | 1981 |
| Buck Ewing                   | 1939 | Hank O'Day           | 2013 |
| Frankie Frisch               | 1947 | Jim O'Rourke         | 1945 |
| Burleigh Grimes              | 1964 | Mel Ott              | 1951 |
| Gabby Hartnett               | 1955 | Edd Roush            | 1962 |
| Rogers Hornsby               | 1942 | Amos Rusie           | 1977 |
| Waite Hoyt                   | 1969 | Ray Schalk           | 1955 |
| Carl Hubbell                 | 1947 | Red Schoendienst     | 1989 |
| Monte Irvin                  | 1973 | Bill Terry           | 1954 |
| Travis Jackson               | 1982 | John Montgomery Ward | 1964 |
| Tim Keefe                    | 1964 | Mickey Welch         | 1973 |
| Willie Keeler                | 1939 | Hoyt Wilhelm         | 1985 |
| George Kelly                 | 1973 | Hack Wilson          | 1979 |
| King Kelly                   | 1945 | Ross Youngs          | 1972 |
| Tony Lazzeri                 | 1991 |                      |      |

| Come San Francisco Giants |      |                |      |
| Giocatore                 | Anno | Giocatore      | Anno |
| Steve Carlton             | 1994 | Willie Mays    | 1979 |
| Gary Carter               | 2003 | Willie McCovey | 1986 |
| Orlando Cepeda            | 1999 | Joe Morgan     | 1990 |
| Goose Gossage             | 2008 | Gaylord Perry  | 1991 |
| Randy Johnson             | 2015 | Duke Snider    | 1980 |
| Juan Marichal             | 1983 | Warren Spahn   | 1973 |

## Numeri ritirati

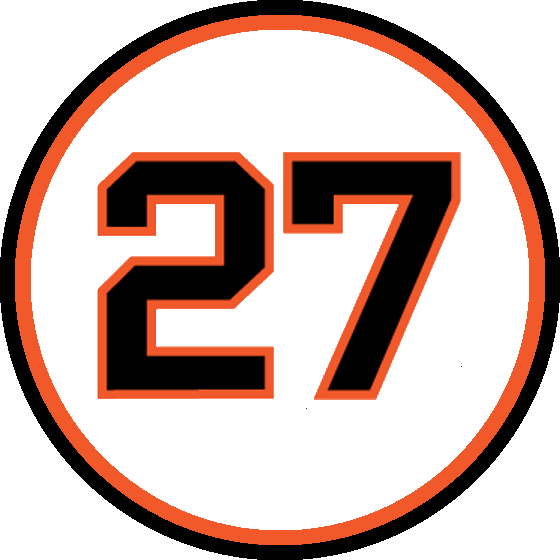
Juan Marichal Ritirato nel 1975
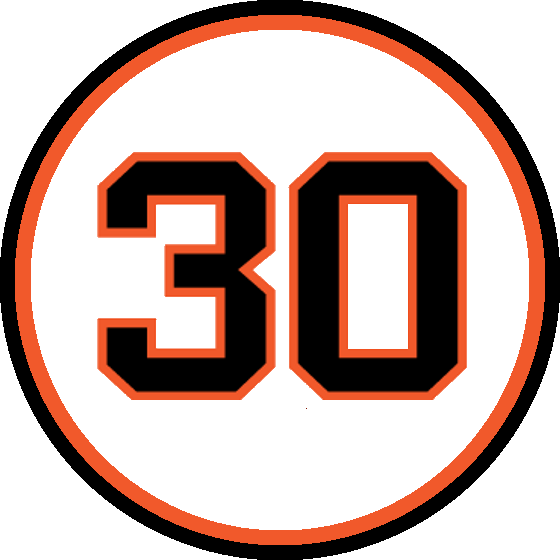
Orlando Cepeda Ritirato il 11 luglio 1999
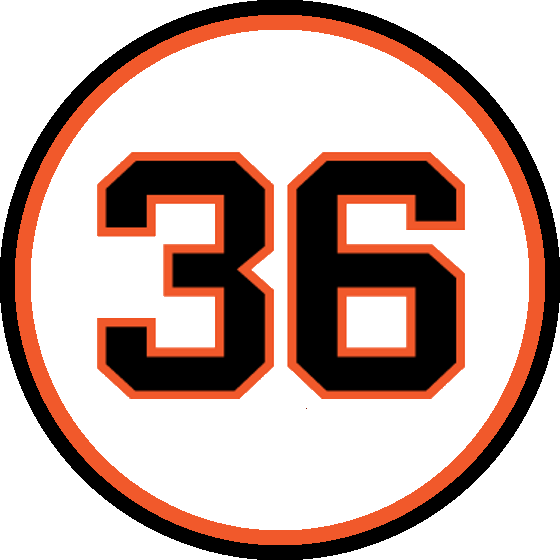
Gaylord Perry Ritirato il 23 luglio 2005
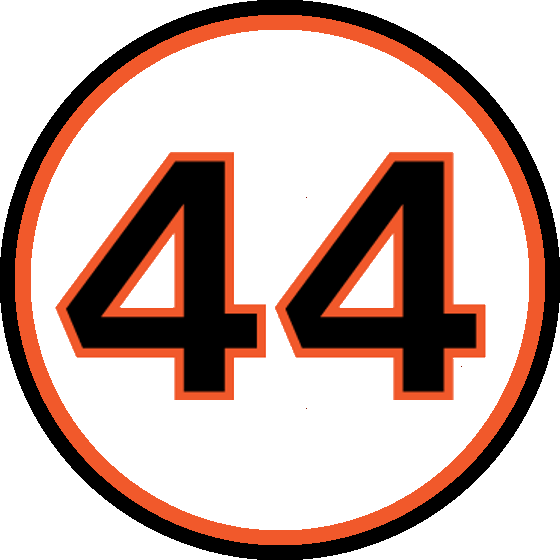
Willie McCovey Ritirato il 21 settembre 1980
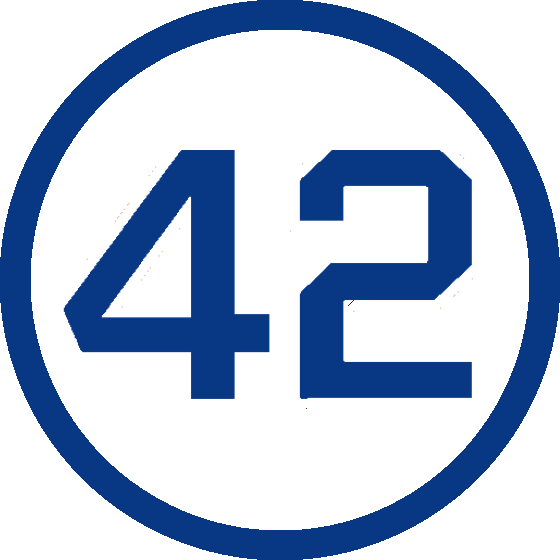
Jackie Robinson Onorato il 15 aprile 1987

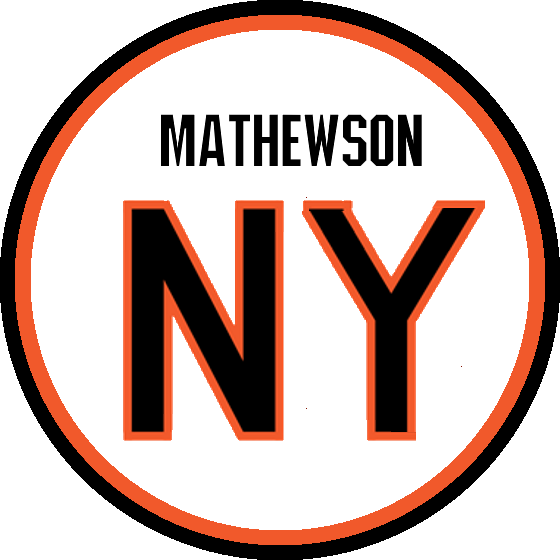
Christy Mathewson Onorato nel 1988
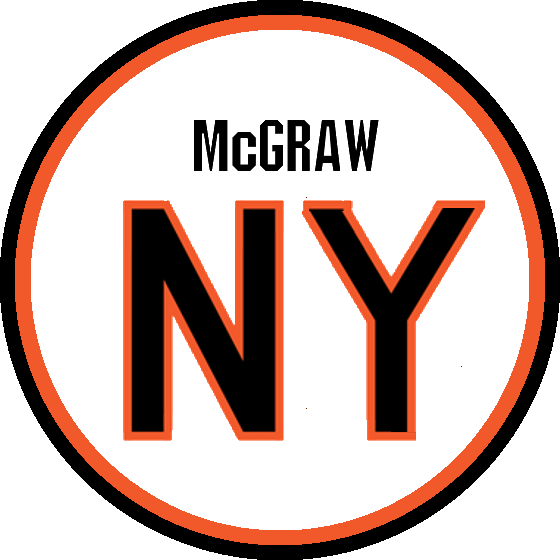
John McGraw Onorato nel 1988
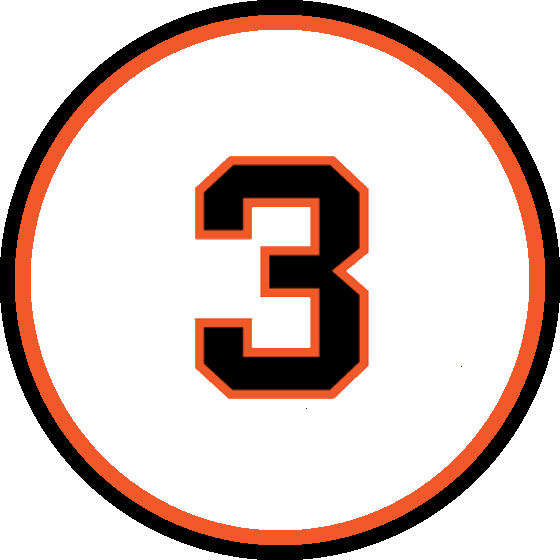
Bill Terry Ritirato nel 1984
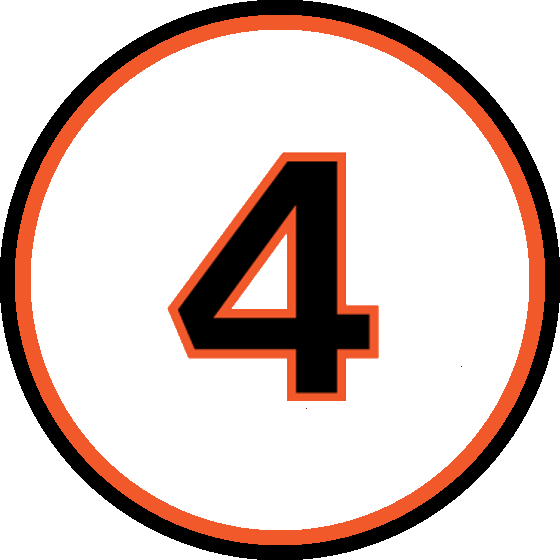
Mel Ott Ritirato nel 1949
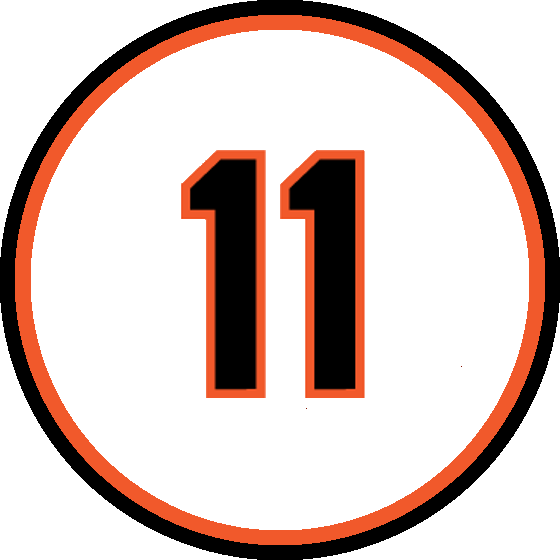
Carl Hubbell Ritirato nel 1944
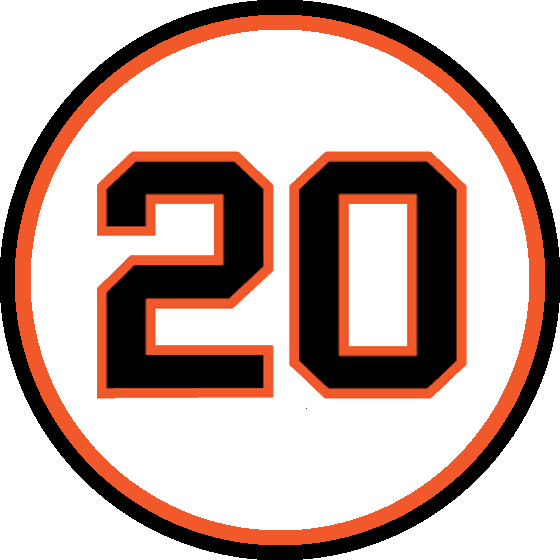
Monte Irvin Ritirato il 26 giugno 2010
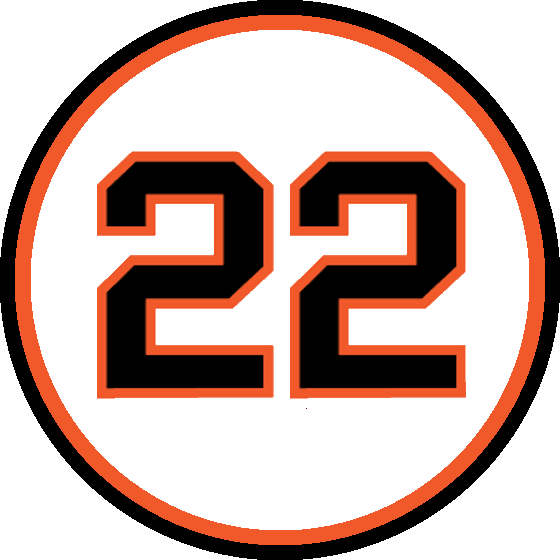
Will Clark Ritirato il 30 luglio 2022
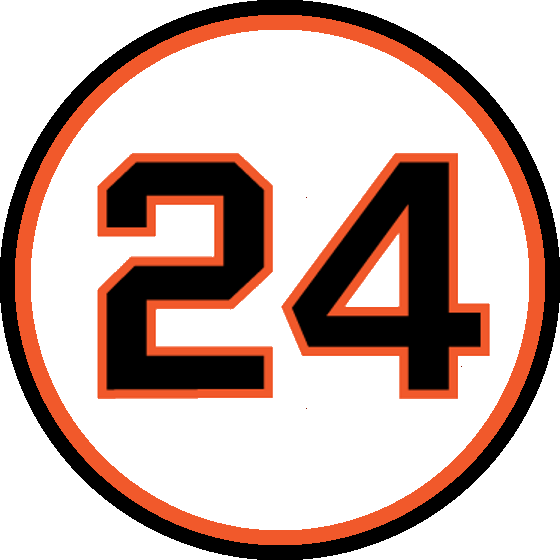
Willie Mays Ritirato il 12 maggio 1972
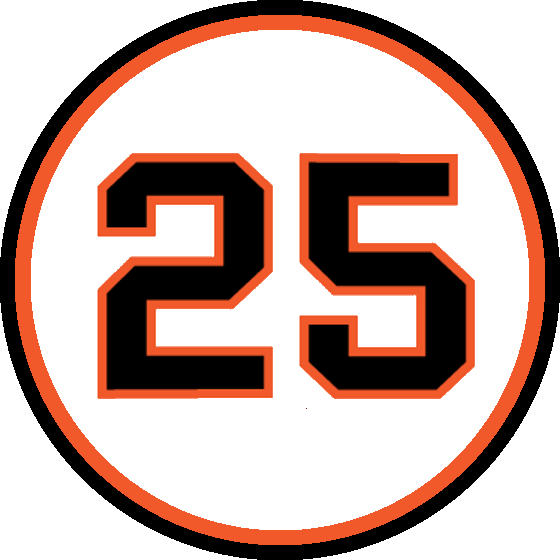
Barry Bonds Ritirato il 11 agosto 2018

- Juan
Marichal
Ritirato nel 1975
- Orlando
Cepeda
Ritirato il 11 luglio 1999
- Gaylord
Perry
Ritirato il 23 luglio 2005
- Willie
McCovey
Ritirato il 21 settembre 1980
- Jackie
Robinson
Onorato il 15 aprile 1987[7]

## Affiliate nella Minor League
| Livello | Team                      | League                  | Città                             |
| ------- | ------------------------- | ----------------------- | --------------------------------- |
| AAA     | Sacramento River Cats     | Triple-A West           | West Sacramento, California       |
| AA      | Richmond Flying Squirrels | Double-A Northeast      | Richmond, Virginia                |
| A+      | Eugene Emeralds           | High-A West             | Eugene, Oregon                    |
| A-      | San Jose Giants           | Low-A West              | San Jose, California              |
| Rookie  | ACL Giants Black          | Arizona Complex League  | Scottsdale, Arizona               |
| Rookie  | ACL Giants Orange         | Arizona Complex League  | Scottsdale, Arizona               |
| Rookie  | DSL Giants Black          | Dominican Summer League | Boca Chica, Repubblica Dominicana |
| Rookie  | DSL Giants Orange         | Dominican Summer League | Boca Chica, Repubblica Dominicana |